# Буш (река)
Буш (англ. Bush, ирл. an Bhuais) — река в графстве Антрим Северной Ирландии. Истоки реки — в горах Антрим, на высоте 480 метров. В реке водятся сёмга и кумжа, хотя в XX и XXI веке их количество сократилось; в 1972 году стартовал проект рыбной фермы на реке. Река протекает через Бушмилс, и её вода используется на Old Bushmills Distillery.